# Vladislav Soromytko
Vladislav Sergeyevich Soromytko (tiếng Nga: Владислав Сергеевич Соромытько; sinh ngày 29 tháng 9 năm 1994) là một thủ môn bóng đá người Nga thi đấu cho FC SKA-Khabarovsk.

## Sự nghiệp câu lạc bộ
Anh có màn ra mắt tại Giải bóng đá chuyên nghiệp quốc gia Nga cho F.K. Smena Komsomolsk-na-Amure vào ngày 25 tháng 4 năm 2015 trong trận đấu với FC Tom-2 Tomsk.

## Đời sống cá nhân
Anh là em trai của Ignat Soromytko.